# Wye (Kent)
Wye is een plaats in het bestuurlijke gebied Ashford, in het Engelse graafschap Kent. De plaats telt 2384 inwoners.